# George Barany
George Barany (Budapest, 12 de abril de 1922-Denver, 22 de agosto de 2001) fue un historiador estadounidense de origen húngaro.
Judío, fue hecho prisionero por los rusos durante la Segunda Guerra Mundial, pasando tres años encerrado en un campo de concentración. Después de la revolución de 1956 en Hungría y la consiguiente intervención soviética en el país, decidió emigrar a los Estados Unidos, donde inició estudios de historia, en la Universidad de Colorado.
Fue autor de obras como Stephen Széchenyi and the Awakening of Hungarian Nationalism, 1791-1841 (Princeton University Press, 1968), sobre el conde Esteban Széchenyi; o The Anglo-Russian Entente Cordiale of 1697–1698 (Columbia University Press, 1986); entre otras.